# Swiss Life
Swiss Life AG è una compagnia assicurativa multinazionale svizzera.
È quotata presso il SIX Swiss Exchange nell'indice Swiss Market Index dal 1998.

## Storia
Fu fondata il 21 novembre 1857 a Zurigo dall'avvocato Johann Conrad Widmer come ente di diritto privato col nome di Rentenanstalt, con l'obiettivo di concludere assicurazioni di rendita vitalizia sulla vita e in caso di decesso, con garanzia da parte di Credit Suisse. Dopo l'entrata in vigore del Codice delle obbligazioni, Rentenanstalt si registrò come società cooperativa, distaccandosi progressivamente da Credit Suisse. Nel 1866 l'azienda ha iniziato ad espandersi all'estero, con l'apertura di una filiale in Germania e un'agenzia ad Istanbul, e nel 1899 ha trasferito la propria sede principale presso il Castello Rosso di Zurigo. Nel 1894, poiché l'attività assicurativa era divenuta di maggiore importanza rispetto alla rendita, probabilmente anche grazie all'introduzione di un'assicurazione nazionale popolare per i redditi bassi, la ragione sociale fu mutata in Schweizerische Lebensversicherungs- und Rentenanstalt. Durante le due guerre mondiali l'istituto si prodigò anche nella previdenza per il personale militare.
Nel 1988 l'azienda aveva rilevato La Suisse Assicurazioni e nel 1997, con la liberalizzazione dei mercati finanziari, il management optò per la trasformazione da società cooperativa ad aktiengesellschaft, venendo quotata nel corso dell'anno successivo nell'indice Swiss Market Index della borsa di Zurigo. Nel corso degli ultimi anni '90 e dei primi anni 2000 la società ha portato avanti una politica espansionistica attraverso l'acquisto di numerose società e beni immobili tra cui Lloyd Continental, UTO Albis, Livit, la Banca del Gottardo, la Società Fiduciaria Svizzera oltre che gli immobili della ditta di Oscar Weber.
Nel 2002 ha assunto la denominazione di Swiss Life.